# Das Leben hat kein Air System
Das Leben hat kein Air System ist das dritte Soloalbum des Berliner Rappers Jalil. Es erschien am 2. Oktober 2015 über das Label Maskulin Music Group als Standard- und Limited-Edition, inklusive T-Shirt und Poster.

## Produktion
Jalils Labelchef Fler fungierte bei dem Album als Executive Producer. Die meisten Beats des Albums wurden von dem Berliner Musiker Lucry, Mitglied der Rapgruppe Egoland, produziert. Außerdem waren Iad Aslan und Cris Balloo an der Produktion beteiligt.

## Gastbeiträge
Auf fünf bzw. sechs Liedern des Albums sind neben Jalil andere Künstler zu hören. Allein Fler hat drei bzw. vier Gastauftritte bei den Songs Zeigefinger, Karma und Der amerikanische Traum sowie dem Bonustrack Mein Zuhause. Außerdem ist der Berliner Rapper Ali Bumaye auf Du Kek vertreten, während Jalil bei Alles Gangster von dem Rapper B-Lash unterstützt wird.

## Covergestaltung

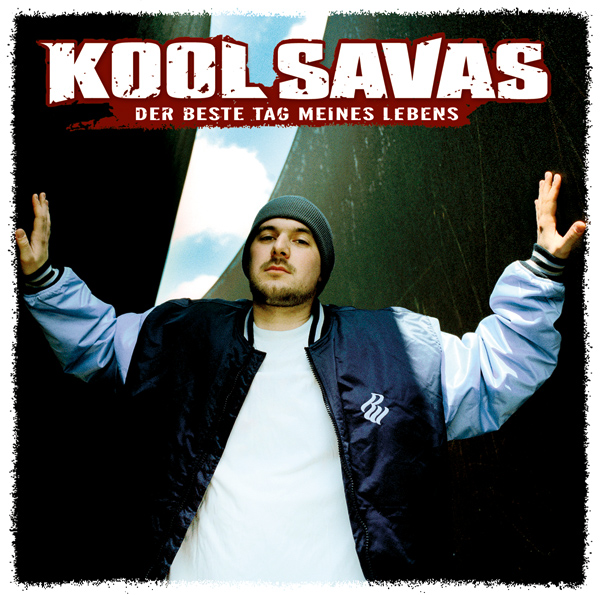
Cover des Albums Der beste Tag meines Lebens von Kool Savas

Das Albumcover ist an die Cover der Alben Vol. 3… Life and Times of S. Carter von Jay-Z und Der beste Tag meines Lebens von Kool Savas angelehnt. Es ist in Schwarz-weiß gehalten und zeigt Jalil zwischen zwei Betonwänden stehend, an die er seine Arme lehnt. Im oberen Teil des Bildes befinden sich die dunkelroten Schriftzüge Maskulin präsentiert, Jalil und Das Leben hat kein Air System.

## Titelliste
| #  | Titel                         | Gastmusiker | Produzent                    | Länge |
| -- | ----------------------------- | ----------- | ---------------------------- | ----- |
| 1  | Intro                         |             | Iad Aslan, Fler, Cris Balloo | 1:57  |
| 2  | Wenn es regnet                |             | Lucry, Iad Aslan             | 2:37  |
| 3  | Nino Brown                    |             | Lucry                        | 3:16  |
| 4  | Du Kek                        | Ali Bumaye  | Lucry                        | 2:29  |
| 5  | Regeln                        |             | Lucry                        | 2:31  |
| 6  | Zeigefinger                   | Fler        | Lucry, Iad Aslan             | 2:37  |
| 7  | Pokerface                     |             | Lucry, Iad Aslan             | 2:54  |
| 8  | Produkt meines Umfelds        |             | Lucry, Iad Aslan             | 2:46  |
| 9  | Skit                          |             |                              | 0:34  |
| 10 | Karma                         | Fler        | Lucry, Iad Aslan             | 3:11  |
| 11 | Alles Gangster                | B-Lash      | Lucry                        | 3:02  |
| 12 | Weißt du was ich meine!?      |             | Lucry                        | 2:57  |
| 13 | Das Leben hat kein Air System |             | Lucry, Iad Aslan             | 3:31  |
| 14 | Der amerikanische Traum       | Fler        | Lucry, Iad Aslan             | 2:56  |
| 15 | Bundestag                     |             | Lucry                        | 3:01  |
| 16 | Keine Option                  |             | Lucry                        | 2:44  |

Bonussongs der iTunes-Edition:
| #  | Titel        | Gastmusiker | Produzent              | Länge |
| -- | ------------ | ----------- | ---------------------- | ----- |
| 17 | Mein Zuhause | Fler        | Iad Aslan, Cris Balloo | 2:59  |
| 18 | Malcolm X    |             | Lucry, Iad Aslan       | 3:01  |

## Chartplatzierungen
Das Album stieg am 9. Oktober 2015 auf Platz 15 in die deutschen Charts ein, was für Jalil die erste Chartplatzierung seiner Karriere darstellt.

## Vermarktung
Im Vorfeld der Erscheinung des Albums wurden die Lieder Zeigefinger und Mein Zuhause im Internet veröffentlicht. Außerdem erschien ein 18-minütiges Snippet zum Album und am 8. Oktober 2015 wurde ein Musikvideo zum Song Nino Brown veröffentlicht.